# 剣術
剣術（けんじゅつ）は、日本刀で戦う武術である。

## 概要
剣を使用する古武術であり、現代日本の武道である剣道の母体となった。
「剣術」という名称については、中国では片刃の「刀」と両刃（諸刃）の「剣」が明確に別の武器であると認識されているが、日本では刀と剣を区別せずに認識したことで、「刀剣」として曖昧となってしまった。日本では漢から伝来した両刃（諸刃）の剣（つるぎ）が廃れ、唐刀の流れを汲む片刃の日本刀（かたな）へ完全に移行してしまったためである。「刀術」という名称もあるが、『本朝武芸小伝』など極少数の江戸時代の文献に使用されただけで、定着はしなかった。
日本における「刀」という言葉は中世（平安時代～戦国時代）では短刀を指し、刀剣といえば太刀のことであった。刀が刀剣（打刀・太刀）を表すようになったのは近世（安土桃山時代）からである（古代では刀を「たち」と読み、直刀を指した）。
日本の剣術と世界各国の剣術を比較すると、刃長60cm以上の刀を両手で持ち、互いに盾を用いずに戦うという形式は珍しく、中世のドイツやイタリアで両手剣による剣術（ドイツ流剣術等）があるくらいである。中国武術では二刀流は一般的であるが、日本の剣術では両手持ちを基本としているため、太刀や打刀の二刀流は少なく、大半が本差と脇差を併用する。
一般通念と異なり、中世における合戦では刀剣は主要な武器であったとはいえず、飛び道具や長柄武器が優先して使われた。刀剣はそれらの予備として携帯する武器であり、状況によって手持ちの飛び道具や長柄武器とを使い分けるものだった（従来の刀剣を大型化した大太刀や長巻は長柄武器の一種として用いられている）。
一方で、中世は自力救済が基本の社会であるため、個人間の諍いや報復行為は日常的に発生しており、些細な口論から偶発的な殺傷事件が多発した。武士以外のあらゆる身分の人々が刀剣や短刀を携帯することは珍しくなく、強盗や喧嘩、護身のため日常的に使われる身近な武器だった。そのため、室町時代からは護身術として剣術(兵法)を学ぶ武将もあらわれた。例えば応仁の乱時、東軍の総大将だった細川勝元は15歳の時に、逆上した遊び友達に太刀で切りつけられそうになったが兵法（剣術）を修練していたため助かったという逸話がある。また、刀狩りを経て、武士階層以外の武器の所有・所持の制限が設けられた江戸時代であっても、民衆は打刀や脇差を所有しており、しばしば村同士の諍いで使用されたが、町人の抜刀および殺傷事件も多かった。
本来は様々な武具や体術を併用する武術に含まれており、文献によって「兵法」が剣術を指し示すのは、小太刀術や柔術など接近して戦う際に用いる技法との区別が明確でなかったためとされる。また戦場で用いる技法であるため甲冑を着用して動きに制限のある状態を基本とする「介者剣法」が一般的であった。なお江戸期に武士が習得すべき武芸として示された武芸十八般において、「剣術」と「居合・抜刀術」は分けられており、当時の認識では鞘から抜いて構えた状態で開始するのが剣術、座った状態や鞘に収まった状態から開始するのが居合・抜刀術と認識されていたようである。
様々な技術が考案され習得のために稽古も確立された。剣術では一連の動作をまとめた形の習得（形稽古）から開始するのが一般的である。なお実際の戦場での斬り合いは形通りではなく、袈裟（鎖骨・頚動脈）に斬り込んだり、手足などを狙うことが主流とされ、示現流の「立木打ち」のような実践を考慮した稽古もあった。
甲冑を着用せず平時の服装で剣のみを用いる「素肌剣術」は、戦乱が無くなった江戸時代以降に発達した。この時代からの剣術流派では、互いに平服を着て打刀と小太刀のみを持った状態を想定した形が多い。ただし体術を併伝する流派も多く、完全に剣のみとなったのは武道化した剣道の登場以降とされる。また実用的な剣術の他に、試し斬りのための「試刀術」も考案された。
刀は切断の際に、手前に引きながら切るという言説があるが、演劇の影響によって広まった誤りであり、実際には無理に意識して手前に引く必要はない。刃筋を立てる・通す(刀を振るう方向と刃先の向きを一致させる)ことの方が重要である。
素肌剣術では、二刀流や介者剣法を除いて、一振りの刀剣で攻防を行わなければならないため、相手の攻撃を単純に受け止めるだけでは防戦一方になりやすく、技術もしくは膂力によほど差がないと逆転は困難であるため、受けに対して消極的な考えを持つ流派は多く、中には極端に受けを忌避する流派もある。
そのため、相手の刀を防ぐ場合は、状況によっては、刃こぼれを厭わず受け止め、柄頭で打突を行ったり、股間を蹴り上げたりするか、あるいは突くように受けるなど、単純な防御ではなく攻撃も考慮に入れた受け方が重視された。
実戦では熟練者であるほど、刀身の先端付近と根本付近に刃こぼれが増えていくといわれるが、これは技量がある者は物打ちのある先端付近で切り込み、防御の際には根本付近を利用したためである。
剣術関係の人物についてはCategory:剣客を参照。

## 歴史

### 古代

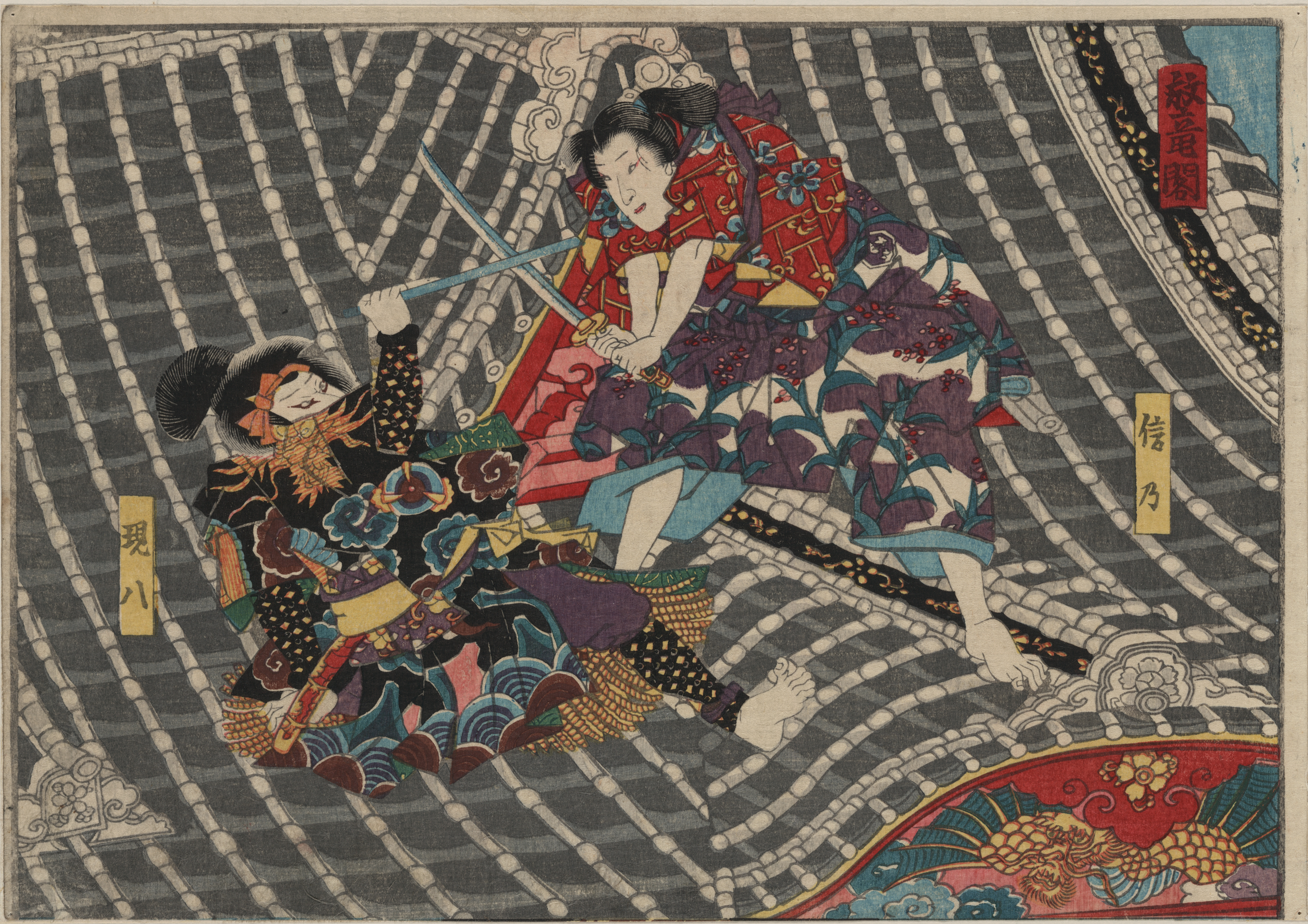
歌川国貞「教竜閣」（1852年）。歌舞伎の役者絵。芳流閣

古代の日本において青銅製の武器の製作が開始されたのは、出土品から見て早くても紀元1世紀以降とされているが、この時代の日本にはまだ文字がなかったため、この時代の剣術については伝わっておらず、その有無や詳細は不明である。
鉄製の剣の使用は軍事的優位の源泉であった。しかし国産の鉄製刀剣が盛んになったのは7世紀以降であって、推古天皇が「太刀ならば句礼（中国の呉）の真鋤（刀剣の意味）」と詠っているように、古代は大陸からの輸入品が主流であった。刀鍛冶である「鍛冶戸」が朝廷によって各地に置かれたのは8世紀以降である。これ以降、日本国内でも直刀や蕨手刀などの多種多様な鉄の刀が作られるようになっていった。
古墳時代中期、常陸国鹿島に関東七流（東国七流）という、日本初の剣術流派（鹿島神流（鹿島古流・鹿島中古流）など）が生まれた。7人の神官が古くから伝わる剣術を東国を中心に広めた。次の柱、天照大神（神宮・皇大神宮（内宮）、神明神社）、建御雷神（鹿島神宮）、経津主神（香取神宮）、タケミナカタ（諏訪大社）、ヤマトタケル（建部大社、大鳥大社）、神仏習合からは春日権現（春日大社）、八幡大菩薩（宇佐神宮）、妙見菩薩（千葉神社）などは武と剣の神として現代でも道場に祀られる。
蝦夷は蕨手刀を用いたが騎射を主体に戦ったとされ、剣術に関しては文献に記述が無く不明である。

### 平安時代
平安時代になると、日本国内での製鉄技術は大陸と遜色ないレベルにまで達した。さらに、従来の真っ直ぐな剣から、湾曲して人を斬りやすく、また馬上での戦いに適した形に進化し、やがて現在まで伝わる日本刀の基本形ともいえる太刀が登場する。
平安時代中期に武家が台頭すると、太刀の柄が長く伸び、「片手持ち」から「両手持ち」へと変わり、（打刀に移り変わるものの）現在にいたる。平時の戦闘において、刀で攻防し敵を殺傷するための技術、すなわち剣術は、この頃には確立された。
平安時代後期には、京都鞍馬山で京八流が生まれる。源義経が鞍馬で修行中、鬼一法眼という天狗に剣を学んだという伝説がある。鬼一法眼が鞍馬寺の8人の僧に教えた剣法が京八流といわれている。
関東七流とともに多くの流派の母体となる。関東七流は神官、京八流は僧が担い手であった。
武士は騎射を「弓馬の道」として重視し、合戦も騎射による射撃戦が中心であった。なお当時の兜は緩衝材がなく、兜をしっかり固定する着用法ではなかったため、太刀で相手の兜を殴りつけ兜を脱落させてから斬りつけたり、脳震盪を起こした隙に組み付いて短刀でとどめを刺すなど、接近戦になった場合に使われた。源平時代には『平家物語』や『平治物語』に剣術の技名のような記述が見られるものの、本来は下馬した際に使う補助的な武装や、日常における喧嘩や強盗に使用する護身用という認識が強かったとされ、純粋な戦闘技術としての剣術は重要視されなかった。
平安末期に起こった内乱、治承・寿永の乱では戦闘が大規模化し動員数が増加した。以前の合戦は正規の武士身分による騎射が中心だったが、この内乱では正規の武士身分とその従者だけでは戦闘を賄いきれなくなり、動員対象が騎射に習熟していない武士や本来は非武士階級である村落領主クラスにまでに拡大したとされる。馬術や弓術に不慣れな者が多く参加したことから、これまでの合戦ではルール違反とされていた、相手の馬への攻撃や馬での体当たりが行われるようになり、太刀の馬上使用も増加したという。

### 鎌倉時代
鎌倉時代の武士が国家の中心勢力としての地位を確立するにいたって、日本は大陸の儒教文化圏からは異なった、武芸と為政者がその習得を行うことに上位の価値を認める文化の形成を開始した。この時代の武士も平安時代と同じく「弓馬の道」が重視され、馬術と弓術の鍛錬が行われたが、剣術はあまり重要なものではなかった。
しかし、「剣の武芸」という文言が『吾妻鏡』にあらわれ、また太刀の形状は実用性を考慮し、先幅と元幅の差が少なくなり平肉が付くなど、堅牢な武具に対抗できるように変化しているため、打撃武器として太刀の重要度が増しつつあったと考えられる。やがて鎌倉幕府が衰退し始めると、元寇まで皆無だった薙刀や太刀を主武器とする「打物騎兵」が出現するようになる。

### 南北朝時代
南北朝時代は、「笑切・袈裟切・雷切・車切・片手打・払切・撫切・下切・立割・梨子切・竹割」等が『太平記』をはじめ諸文献に見えており、縦・横・斜めの基本形に止まっている。南北朝期の鎧兜の重装備では動作も敏捷性を欠くため、技術よりも武器のリーチや重い武器を持ち続ける体力が重要であった。
この時代では平安・鎌倉時代と比べ白兵戦が増加し、甲冑の隙間を埋める防具が発達したため非装甲部分を狙うのが難しくなった。そのため、太刀や薙刀などによる（兜を装備した）頭部への打撃が盛んに行われるようになり、兜の内側に浮張（うけばり）と呼ばれる緩衝材を設け、兜をしっかり固定するような着用法に変化した。薙刀や刀を「打物」と呼称するのはこのためである。
同時にこれまでは騎乗での主力武器は弓であり、太刀や薙刀などの武器は徒歩で使用することが推奨されていたが、この時代では騎乗状態でも薙刀や長大化した太刀を主力武器として用い、逆に歩兵が弓矢を多用するという逆転現象が起きた。

### 室町・戦国時代

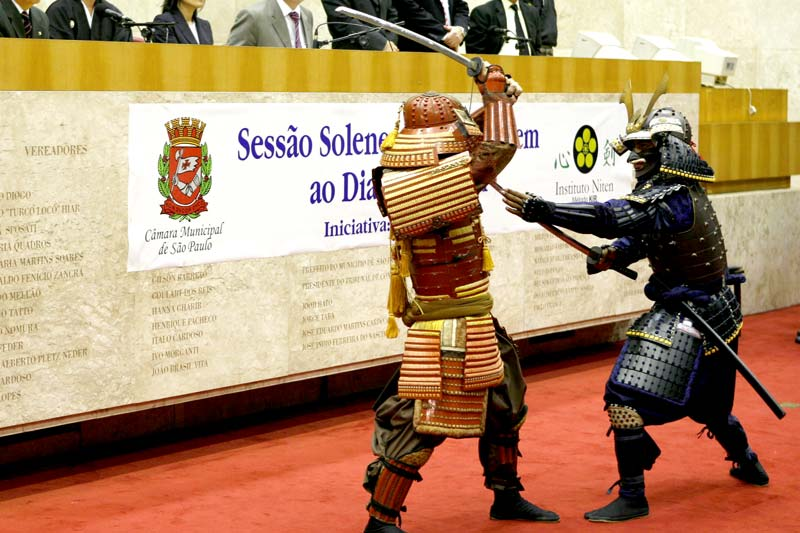
現代における介者剣術の演武

室町時代から戦国時代にかけて、平時でも武士や僧侶以外の民衆も武装するようになり、脇差と打刀の大小を同時携帯することが身分を問わず流行し始める。
当時の人々は階層問わず激怒しやすい者が多く些細なことでも刃傷沙汰に及んだが、警察機構は未発達な自力救済の世界であったことから復讐の連鎖を止める手段が少なく、民間人同士の喧嘩から室町幕府の重臣同士の合戦に発展するケースもあったという。
戦時では軽装備の足軽や雑兵が戦闘の中心を占め、敏捷な動作が可能となったことにより、刀剣や槍を用いる白兵戦が生じるようになった。剣術もより細かな技法が考案され、流派も登場するなど本格的な技術となっていった。
ただし、あくまでも剣術は、戦場での総合的な戦闘技術である「兵法」の一種であった。戦場において刀剣は（長大なものを別とすれば）主武器ではなく、鉄砲や弓矢などの飛び道具を第一とし、白兵戦においては、槍をはじめ薙刀、長巻、野太刀や大太刀など、長いリーチを持つ刃物を優先して使用した。多くの戦国大名が巨身の「力士」を雇い入れることに熱心であったのは、彼らでなければ振り回せない長刀を装備した上で、力士隊として編成して身辺警護や特殊兵力に用いるためであった。
甲冑を装着した武者同士の太刀による戦闘方法は、当然、巨人がただ太刀を振り回せばよいものとは異なり、介者剣術（もしくは介者剣法）と呼ばれ、深く腰を落とした姿勢から目・首・脇の下・金的・内腿・手首といった、鎧の隙間となっている部位を狙うような戦法であった。甲冑武者同士の戦闘は最終的には組み討ちによる決着に至ることが多く、その技法が組討術であり、後の柔術の源流の1つとなった。現代武道の柔道や合気道は、その柔術から派生したものである。一方、下級兵士同士の場合は鎧で守られていない手足を斬りつけることが推奨されていた。
なお、宮本武蔵は『五輪書』の「地之巻」で、従来は弓や槍を含む武士としての諸芸全般（「武家の法」）を指していた「兵法」から「剣術一通の事」のみを切り出して「常陸国鹿島・香取の社人共、明神の伝へとして流々をたてて、国々を廻り、人につたゆる事ちかき比の義也」（正保2年（1645年））と記し、鹿島・香取の社人たちが剣術のみを兵法として全国をわたり伝えるようになったのは古いことではないことと述べている。
永禄9年（1566年）五月吉日、上泉伊勢守信綱の柳生宗厳宛新陰流相伝自筆伝書に、「上古の流有り、中古に念流、新當流、亦復陰流有り。」と三大流派（兵法三大源流）を記している。しかし、この三流も卒然として成立したのではなく、先行の技法を体験した上に工夫考案されたものである。
新當流の祖の飯篠家直は『関八州古戦録』によると「鹿伏兎刑部少輔より、刺撃の法を伝授された」となっており、永禄年中「新當流」から「天真正伝香取神道流」を名乗る。
陰流の祖の愛洲久忠が誰から兵法を学んだかは明らかではないが、愛洲久忠の時代には、関東では既に飯篠家直の天真正伝神道流が盛行しており、三河国高橋庄には中条長秀が百年も前に中条流を流布させていた。また15世紀はじめには、念流の祖念和尚（慈恩、相馬四郎義元）の門人中、京六人といわれる人たちが京都奈良を中心に兵法を広めていたと考えられる。
この時代の伝書として確認出来るのは、盛嶽文書（大分県佐伯市）として伝わっている永禄8年（1565年）に藤原廣豊が盛嶽氏に発行した新当流兵法書、『武備誌』に掲載された影目録の陰流、また天正年間に外他氏より御子神氏へ出された外他流の目録などがある。
中条流、念流、新當流（神道流）、陰流は、その後、多くの支流を誕生させることとなる。

### 安土桃山時代
国内再統一の後、兵農分離、刀狩が行われた。これ以前に、武士でない庶民が平素から帯刀していた習慣があったことは、日本人と剣術との関わりの深さを認識する上で重要である。
戦場ではなく日常での戦いが前提とされた剣術が主流になったのは、この頃からである。

### 江戸時代

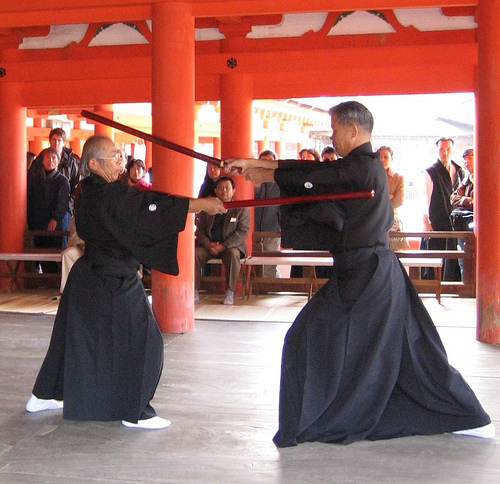
蟇肌撓（ひきはだしない）という袋竹刀を使用した柳生新陰流の演武。袋竹刀は上泉信綱が考案したと伝えられる。（厳島神社で開催される日本古武道協会主催の日本古武道厳島神社演武大会にて）

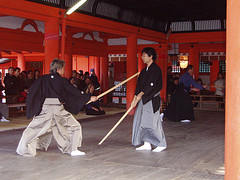
二天一流

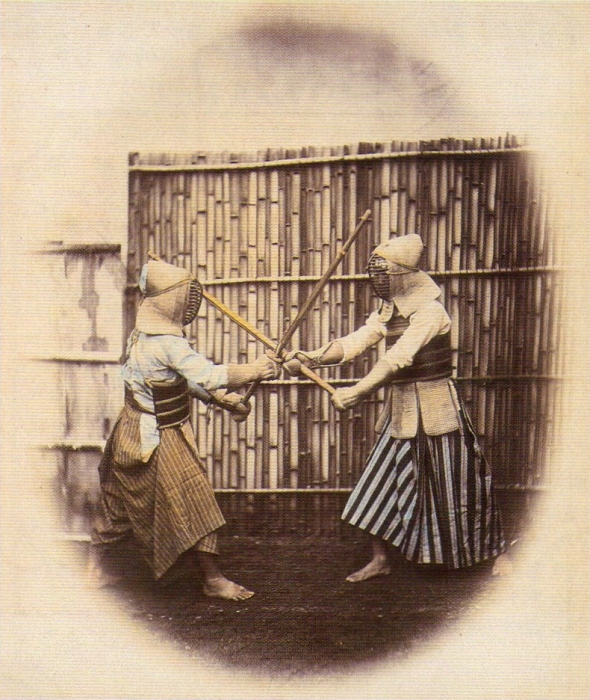
幕末に外国人カメラマンF・ベアトによって撮影された剣術の稽古。現代の剣道とほぼ同じ道具を使用している。

江戸時代に剣術は大きく発展し、流派は700を超える。甲冑着用が前提の介者剣術から、平服・平時の偶発的な個人戦を前提とする素肌剣術へと変わった。それまでの補助的な武器ではなく、打刀と脇差の大小のみでの戦いを前提としているのが特徴ある。
死傷者の生じる木刀での立ち合い（試合）は幕府によって禁止され、約束動作の形稽古が中心となり、のちに直心影流の長沼四郎左衛門によって竹刀と防具が発明され、安全性を確保しながら技を試し合うようになった。
武士が剣術道場を開いたことで非武士階級である、農民や町人が剣術を学ぶようになったことも特筆すべきことである。江戸時代の中頃までは、禁令もあって庶民は剣術を学べなかったが、前述の防具や竹刀・木刀、たんぽ槍の発明で、安全面が向上したことで急速に浸透し、天保年間以降には、江戸の三大道場と謂われた北辰一刀流・神道無念流・鏡新明智流を筆頭に、数千もの流派が生まれるまでになった。

#### 殺人刀と活人剣
「殺人刀（せつにんとう）」と「活人剣（かつにんけん）」とは、元来は禅の『無門関』・『碧巖録』などの公案での用語である。
上泉信綱が1566年（永禄9年）2月に肥後国の丸目蔵人佐に与えた印可が「殺人刀・活人剣」とあり、また一刀流の本目録14に「まんじ・殺人刀・活人剣」という名前が見られるように、武術に対して、他の禅の用語と同じく大きな影響をあたえた。
兵法家伝書
江戸時代初期、柳生宗矩が『兵法家伝書』において、次のように禅とは異なる意味で使用した。
「一人の悪に依りて、萬人苦しむ事あり。しかるに、一人の悪をころして萬人をいかす、是等誠に、人をころす刀は人をいかすつるぎなるべきにや」、「人をころす刀、却而人をいかすつるぎ也とは、夫れ亂れたる世には、故なき者多く死する也。亂れたる世を治めむ爲に、殺人刀を用ゐて、已に治まる時は、殺人刀即ち活人劔ならずや。こゝを以て名付くる所也」
仇なす悪に打ち勝って確実に殺すのが殺人刀であって、その悪を殺したゆえに万人が救われ「活きる」のが活人剣だと言う。兵法、すなわち刀で人を斬る行為にはこの両面がないとならないと諭し、日本の剣術が殺人技法にとどまらず昇華したことを示す。ここで臨済宗の沢庵宗彭が柳生宗矩に『不動智神妙録』を与えたことにより、江戸柳生で「剣禅一致」が説かれた結果として「刀法の尾張柳生」に対して「心法の江戸柳生」と言われたことは史実であり、禅の考え方が影響を与えたことは否定できない。
なお、現代の新陰流に伝わる柳生宗厳の書状に、「当流に構える太刀を皆殺人刀という。構えのなき所をいずれも皆活人劔という。また構える太刀を殘らず裁断して除け、なき所を用いるので、其の生ずるにより活人劔という」とある。
上記に挙げられている新陰流の刀法および兵法の武術的解釈では、活人剣と殺人剣という言葉に別の意味が存在する。新陰流には「無形の位・転（まろばし）」と呼ばれる「相手の仕懸に対して転じて勝つ」根義がある。まず構えずに（新陰流ではこれを「無形の位」【無刀取りの自然体】と呼ぶ）相手に仕掛けさせ、それに応じて「後の先」を取るわけである。ここでの活人という言葉は「相手（すなわち人）が動く」という意味で用いられている。この場合の活人剣とは逆の意味で、自分から構えを取って斬り込むことを殺人剣と呼ぶ。また「転」の根義により「浅く勝つ」こと、主に小手へ小さく鋭く打ち込む斬撃が多用されるため（技法、魔の太刀、くねり打ち、一刀両段、西江水などにも見られるが、最も典型的な技法は「転打ち」である）、結果として相手に致命傷を与えず勝つことも多く、その結果として「活人剣」と呼ばれることもある。

#### 竹刀と防具の発明
古くから多くの流派で独自の袋竹刀（ひきはだ撓）や小手を使用した稽古は行われていたが、多くの場合形稽古が中心であった。しかし長期にわたり実戦から遠ざかると、「華法（花法）」といわれる見かけばかり華麗な動作が加えられるようになった。華法の弊害を払拭するために江戸時代中期から後期にかけて、防具と竹刀（割竹刀）が直心影流や中西派一刀流で改良され、本格的に打ち合う稽古（試合稽古）が行なわれるようになった。いわゆる「撃剣」である 。
剣術史上のエポックといえる開発であったが、その得失について賛否両論があった。やがて竹刀打ち込み稽古は広く普及し、この流れが明治以降の剣道へとつながっていく。試合稽古の流行にともない、流祖以来試合を禁じていた流派が、やむなく試合稽古を行うようになった記録も残っている。一方、尾張藩の新陰流や岩国藩・長州藩の片山伯耆流、弘前藩の當田流などといった形稽古中心で試合稽古を取り入れなかった流派では、門弟の数に著しい増加はなかった。

#### 幕末
黒船来航後、尊王攘夷論や倒幕運動が盛んになり、各地で斬り合いや暗殺が発生し、素肌剣術が最も実用性を帯びた時代といわれる。
江戸幕府は黒船の脅威を受けて、幕臣とその子弟を対象とした武芸訓練機関・講武所を設立し、剣術ほか武術を教授した。
この頃、鏡新明智流、神道無念流、北辰一刀流、心形刀流、天然理心流など、各地で新興の試合稽古重視の流派、道場が隆盛し、講武所も試合を奨励したため、他流試合は益々盛んになった。
剣客を生んだ主な地域は、剣術道場の多かった関東地方や、倒幕運動に積極的だった薩摩国・土佐国がある。幕末期の剣術流派の総数は、200以上あったといわれている。新選組など剣客集団が誕生し、一連の闘争や政争に関与し、明治維新に到った。

### 明治・大正
明治新政府による武士階級の廃止、廃刀令による帯刀禁止などの近代化、欧化主義政策により、剣術は不要なものであるとされ衰退した。京都では剣術を稽古する者は国事犯とみなして監禁した。福岡の津田一伝流祖津田正之は剣術禁止を嘆き、伝書を焼いて自刃した。各地で士族反乱が起こるようになる。
困窮した士族や武芸者を救済するため、直心影流の榊原鍵吉は「撃剣興行」という剣術見世物を開催した。庶民の注目と人気を集め、東京以外の地方圏にも及んだが、勝敗が分かりにくい事などが理由でやがて廃れていった。剣術を見世物にするための演出として、奇声を大声で張り上げる行為など、その後の剣道の技術にも悪影響を与えたとする批判もあるが、受難の時代に剣術の命脈を保ったことは評価されている。
1877年（明治10年）の西南戦争で抜刀隊が活躍し、剣術の価値が見直されることとなった。その後警視庁に撃剣世話掛が創設され、警察で剣術が盛んになった。一方、陸軍では、1884年（明治17年）にフランス陸軍から教官を招聘し、フェンシングを訓練していた。1894年（明治27年）、陸軍はフランス式の剣術を取りやめ、日本の剣術を元にした片手軍刀術を制定した。
1895年（明治28年）、日本武術を振興する大日本武徳会が創立された。大日本武徳会には数多くの流派が参加したが、武徳会の段位称号や学校教育のためのルールや指導法などが整備され、多種多様な流派剣術から統一された現代剣道へと変化していった。
1898年（明治31年）、武田惣角は小野派一刀流、生家隣の会津藩士御供番佐藤金右衛門に、剣術の理合・動作を応用した御式内の柔術を修行した。霊山神社宮司保科近悳（元会津藩家老西郷頼母）に大東流の名称を与えられ、剣術・柔術・合気柔術を指導した。身長148センチ、竹刀を左右に持ち替え、片手打ちを得意とした。脇差で珍しい「刃鳴り」を見せている。

### 昭和・平成
1945年（昭和20年）、日本が太平洋戦争で敗戦する。連合国軍最高司令官総司令部（GHQ）指令によって大日本武徳会は解散し、武道は禁止された。この間、苦肉の策として撓競技（しないきょうぎ）というスポーツが考案され、フェンシングに似せた用具やルールを採用するなどして、従来の剣道とは無関係のものとして行われた。
占領が解除された1952年（昭和27年）に全日本剣道連盟が発足し、本来の剣術が稽古できる環境に戻ったが、形稽古と竹刀稽古の二極化が進み、今日に至っている。ただし、一刀流諸派や直心影流など、形・竹刀とも重視している流派もある。神道無念流の流れを汲む一剣会羽賀道場や日本剣道協会では、戦前のままの足搦や投げ技も含む竹刀稽古を続けている。
日本古武道協会や日本古武道振興会では、剣術の保存、振興のために、形の記録映像の制作や、古武道演武大会などを開催している。

## 流派

### 神道流系
- 鹿島神流（鹿島古流・鹿島中古流）
- 天真正伝香取神道流
- 鹿島新當流（卜伝流（弘前藩伝））
- 天眞正自源流
- 天真正自顕流
- 示現流
- 小示現流
- 古示現流
- 薬丸自顕流（薬丸家伝野太刀自顕流）
- 太刀流
- 飛太刀流
- 常陸流
- 神道精武流
- 本心刀流
- 心形刀流（心形刀流甲州派、奥山理想神伝流）
- 柳剛流
- 霞神道流 - 神道流剣術（神道夢想  流杖術併伝）
- 夢想神伝林崎流見 林崎居合系
- 一羽流
- 微塵流
- 神道一心流
- 天然理心流
- 願立流
- 本間流（本間新当流）
- 天流
- 天道流
- 新天流
- 山口流
- 無外流
- 無外流高橋派
- 無外流土方派
- 石巻我心流
- 大太刀流
- 合気剣（合気道の剣術）
- 弘流
- 雲弘流
- 新陰流
- 水鴎流

### 念流系
- 念流
  - 奥山念流
  - 念首座流
    - 念流正法未来記（未来記念流）
      - 念流正法未来記入内
      - 荒川念流（未来記念流）
        - 家川念流

    - 馬庭念流
      - 本間念流
      - 奥宮念流
      - 柿沼一刀流
      - 鹿島神流（国井家伝）

  - 堤宝山流（宝山流）
  - 中条流
  - 丹石流
  - 新陰流

### 一刀流系
- 中条流
  - 富田流
    - 當田流
    - 平常無敵流

  - 戸田流
    - 四天流
    - 鏡新明智流

  - 鐘捲流
    - 一刀流
      - 小野派一刀流 - 一刀正伝無刀流
        - 水戸派一刀流
        - 梶派一刀流
        - 中西派一刀流
          - 天真一刀流
            - 天真伝兵法（天真白井流）

          - 北辰一刀流
            - 天辰一刀流
            - 北辰真武一刀流（北辰真武流）

      - 伊藤派一刀流
        - 溝口派一刀流
          - 一刀流溝口派（会津藩伝、池上派一刀流）
          - 甲源一刀流
            - 開平三知流

        - 間宮一刀流
        - 天心独名流
          - 涼天覚清流

      - 唯心一刀流
        - 外他一刀流
        - 正木一刀流

      - 鏡心一刀流

    - 巌流
    - 戸田一刀流

### 陰流系
- 陰流
  - 愛洲陰流
  - 新陰流

### 新陰流系
- 新陰流
  - 一円流
    - 神道無念流
      - 鈴木派無念流
      - 扶桑念流
      - 不二心流

  - 奥山神影流
    - 真新陰流
      - 真心陰流
      - 夕雲流（無住心剣流）
        - 雲弘流
        - 加藤田神陰流

      - 直心流
        - 直心正統流
          - 直心影流（直心影流長沼派）
            - 深見流
            - 影之流
            - 奥村二刀流
            - 積川一刀流
            - 直心影流藤川派
              - 運算流
              - 直心影流団野派
                - 直心影流男谷派
                  - 直心影流島田派
                    - 直心自得流

  - 駒川改心流
  - 新影幕屋流（松田派新陰流）
  - タイ捨流
    - 安倍立（安倍流）
    - 真貫流
      - 信抜流
      - 忠孝真貫流（講武実用流）
      - 大石神影流

  - 新陰流（疋田系） -（新陰之流、疋田陰流、疋田新陰流、新蔭流）
    - 愛洲新陰流（愛洲陰流）
    - 鞍馬楊心流
    - 新陰疋田流（槍術）
    - 電撃抜刀流

  - 新陰流（柳生系） -（柳生流、柳生新陰流)
    - 柳生心眼流
    - 小栗流
    - 有地新影流
    - 当流神影流
    - 鏡新明智流
      - 直猶心流
      - 鏡心流

    - 天心流
    - 荘田心流

### 丹石流/東軍流系
- 丹石流（頭軍流）
  - 東軍流
    - 中和流
      - 神武尺蠖流
      - 中和一刀流

  - 雖井蛙流
    - 兌山流
      - 神刀兌山流

### 二天一流系
- 当理流
  - 円明流 - 二天一流
    - 二天流
    - 武蔵流
    - 猪谷流
    - 円明新流
    - 多田円明流
    - 武蔵円明流（神明武蔵政名流）
    - 鉄人実手流（鉄人流、円明実手流）
    - 二刀鉄人流（鉄人流）
      - 両剣時中流

    - 神免二刀流
    - 神免二刀神影流 - 二刀神影流鎖鎌術
    - 徳永双流

### 林崎居合系
（剣術流派となった流派、もしくは剣術流派とされることがある流派のみ）
- 田宮流
  - 窪田派田宮流
  - 田宮神剣流（現・田宮流居合術）
- 関口流
- 水鴎流

### その他
- 浅山一伝流
  - 津田一伝流
- 竹内流
  - 竹内新流
- 不伝流
- 貫心流
- 立身流
- 鞍馬流
  - 将監鞍馬流（現・鞍馬流）
- 吉岡流
- 今枝流
  - 理方一流
    - 初実剣理方一流
    - 理方得心流（理方刀術得心流）
- 当流
  - 心明当流
- 深甚流
- 聖徳太子流
- 法神流
- 神刀流
- 寺見流
- 石黒流
- 平法学小太刀